# Ivanjševci (Moravske Toplice, Slovenija)
Ivanjševci (mađarski: Alsójánosfa) je naselje u slovenskoj Općini Moravskim Toplicama. Ivanjševci se nalazi u pokrajini Prekomurju i statističkoj regiji Pomurju. 

## Stanovništvo
Prema popisu stanovništva iz 2002. godine naselje je imalo 46 stanovnika.